# Томас Хілл Грін
Томас Хілл Грін (7 квітня 1836 р – 26 березня 1882), відомий як Т. Х. Грін — англійський філософ, політичний радикал і стриманий реформатор, член британського руху ідеалізму. Як і всі британські ідеалісти, Грін перебував під впливом метафізичного історизму Г. В. Ф. Гегеля. Він був одним із мислителів, які стояли за філософією соціального лібералізму .

## Життєпис
Грін народився 7 квітня 1836 року в Біркіні, в Західному Райдінгу Йоркширу, Англія, де його батько був настоятелем. По батьковій лінії він походив від Олівера Кромвеля. Його освіта була повністю домашньою, поки у віці 14 років він не вступив до школи Рагбі, де провчився п'ять років.
У 1855 році він став студентом коледжу Бейлліол в Оксфорді, а в 1860 році був обраний науковим співробітником. Він розпочав викладацьку діяльність (переважно філософську) в університеті - спочатку як викладач коледжу, а згодом, з 1878 року і до самої смерті, як професор моральної філософії Вайта.
Лекції, які він читав як професор, складають зміст двох його найважливіших праць — «Пролегомени до етики» та «Лекції про принципи політичного обов'язку», які містять все його позитивне конструктивне вчення. Ці праці були опубліковані лише після його смерті, але раніше погляди Гріна були відомі опосередковано через Вступ до стандартного видання творів Дейвіда Г'юма, написаний Гріном і Т. Г. Гроузом, співробітником Коледжу королеви, в якому доктрина «англійської» або «емпіричної» філософії була вичерпно розглянута.
У 1871 році він одружився з Шарлоттою Байрон Саймондс, відомою як прихильниця жіночої освіти. 1879 року Грін увійшов до складу комітету, сформованого для створення жіночого коледжу в Оксфорді, «в якому не робитиметься різниці між студентами на підставі їхньої приналежності до різних релігійних конфесій». Результатом роботи Гріна та його дружини стало заснування Сомервілль-холу (пізніше Сомервілль-коледж).
Грін багато років брав участь у місцевій політиці через університет, товариства тверезості та місцеву Оксфордську ліберальну асоціацію. Під час ухвалення Другої парламентської реформи він виступав за надання виборчого права всім чоловікам, які проживають у районах, навіть якщо вони не володіють нерухомим майном. У цьому сенсі позиція Гріна була більш радикальною, ніж у більшості інших передових лібералів, включаючи Вільяма Юарта Гладстона.
Саме в контексті діяльності Ліберальної партії в 1881 році Грін виголосив те, що стало одним з найвідоміших викладів його ліберальної політичної філософії — «Лекцію про ліберальне законодавство і свободу договору». В цей час він також читав лекції з релігії, епістемології, етики та політичної філософії.
Більшість його основних праць були опубліковані посмертно, в тому числі мирянські проповіді «Віра» і «Свідок Божий», есе «Про різні сенси “свободи” в застосуванні до волі і морального прогресу людини», «Пролегомени до етики», «Лекції про принципи політичного зобов'язання», «Лекція про ліберальне законодавство і свободу договору».
Грін помер від зараження крові у віці 45 років 26 березня 1882 року. На його похороні були присутні не лише друзі з академічного життя, але й близько 2 000 місцевих мешканців.
Він допоміг заснувати середню школу для хлопчиків в Оксфорді.

## Ідеї
Емпіризм Г'юма та біологічна еволюція (включно з Гербертом Спенсером) були головними рисами англійської думки в третій чверті XIX століття. Грін представляє насамперед реакцію проти таких доктрин. Грін стверджував, що коли ці доктрини були доведені до логічного завершення, вони не тільки «зробили всю філософію марною», але й були фатальними для практичного життя. Зводячи людський розум до серії непов'язаних між собою атомарних відчуттів, ці вчення знищували можливість пізнання, стверджував він. Для Гріна було особливо важливо спростувати ці вчення, тому що вони лежали в основі концепції розуму, яку підтримувала наука психологія, що зароджувалася. Грін намагався розвінчати претензії психологів, які стверджували, що їхня молода галузь забезпечить наукову заміну традиційній епістемології та метафізиці.
Грін далі заперечував, що такі емпірики представляють людину як «істоту, яка є просто результатом дії природних сил», і тим самим позбавляють сенсу поведінку або будь-яку теорію поведінки; адже життя в будь-якому людському, зрозумілому сенсі передбачає особисте «я», яке (1) знає, що робити, і (2) має владу, щоб це робити. Таким чином, Грін був змушений, не теоретично, а як практична необхідність, знову підняти питання про ставлення людини до природи. Коли (вважав він) ми з'ясуємо, що таке людина сама по собі і яким є її зв'язок з навколишнім середовищем, тоді ми дізнаємося її функцію — те, для чого вона призначена. У світлі цього знання ми зможемо сформулювати моральний кодекс, який, у свою чергу, слугуватиме критерієм справжніх громадянських і соціальних інститутів. Вони є природним і необхідним об'єктивним вираженням моральних ідей, і саме в певному громадянському чи соціальному цілому моральний ідеал повинен нарешті набути конкретної форми.

### Що таке людина?
Запитувати «Що таке людина?» означає запитувати «Що таке досвід?», бо досвід означає те, що я усвідомлюю. Факти свідомості — це єдині факти, щодо яких ми маємо право стверджувати, що вони існують. З іншого боку, вони є достовірними доказами того, що є необхідним для їхнього власного пояснення, тобто того, що є логічно пов'язаним з ними. Тепер найяскравішою характеристикою людини, яка, власне, і вирізняє її з-поміж інших тварин, є самосвідомість. Найпростіший психічний акт, який ми можемо проаналізувати як роботу людського розуму — акт чуттєвого сприйняття — ніколи не є просто зміною, фізичною чи психічною, а є усвідомленням цієї зміни.
Людський досвід складається не з процесів у тваринному організмі, а з усвідомлення цих процесів як таких. Те, що ми сприймаємо, від самого початку є усвідомленим фактом, тобто не може бути проаналізоване на ізольовані елементи (так звані відчуття), які, як такі, взагалі не є складовими свідомості, а існують від самого початку як синтез відносин у свідомості, яка розрізняє «я» і різні елементи «об'єкта», хоча і тримає все разом в єдності акту сприйняття. Іншими словами, вся ментальна структура, яку ми називаємо знанням, складається, як з найпростіших, так й з найскладніших її складових, з «роботи розуму». Лок і Г'юм вважали, що робота розуму була eo ipso [сама по собі] нереальною, оскільки вона «зроблена» людиною, а не «дана» людині. Таким чином, вона являє собою суб'єктивне творіння, а не об'єктивний факт. Але такий висновок випливає лише з припущення, що робота розуму є довільною, припущення, яке, як показують результати точних наук, є невиправданим, з огляду на загальновизнане розрізнення, яке ці науки проводять між істиною і брехнею, між реальним і «просто ідеями». З цього (очевидно, обґрунтованого) розрізнення логічно випливає висновок, що об'єкт, або зміст, пізнання, тобто реальність, є інтелігібельною ідеальною реальністю, системою мисленнєвих зв'язків, духовним космосом. Як пояснити існування цього ідеального цілого? Лише існуванням якогось «принципу, який робить можливими всі відношення і сам не визначається жодним з них»; вічної самосвідомості, яка знає в цілому те, що ми знаємо частково. Для Бога світ є, для людини світ стає. Людський досвід — це Бог, який поступово об'являється.

### Моральна філософія
Застосовуючи той самий метод у сфері моральної філософії, Грін стверджував, що етика стосується умов соціального життя - того дослідження людської природи, яке розпочала метафізика. Факультет, який використовується в цьому подальшому дослідженні, не є «окремим моральним факультетом», а тією самою причиною, яка є джерелом усіх наших знань — етичних та інших.
Саморефлексія поступово відкриває нам людську здатність, людську функцію, а отже, і людську відповідальність. Вона виводить на ясну свідомість певні потенції, в реалізації яких має полягати справжнє добро людини. В результаті цього аналізу, у поєднанні з дослідженням оточення, в якому живе людина, поступово формується «зміст» — моральний кодекс. Особисте благо сприймається як таке, що може бути реалізоване лише через втілення в життя концепцій, до яких ми прийшли таким чином. Поки вони залишаються потенційними або ідеальними, вони формують мотив дії; мотив, який завжди полягає в ідеї певної «мети» або «блага», яке людина представляє собі як мету, досягнувши якої вона буде задоволена; тобто в реалізації якої вона знайде своє справжнє «я».
Рішучість реалізувати себе в певний спосіб становить «акт волі», який, будучи таким чином сформованим, не є ані довільним, ані детермінованим ззовні. Адже мотив, який, можна сказати, є його причиною, криється в самій людині, а ототожнення себе з таким мотивом є самовизначенням, яке водночас є і раціональним, і вільним. «Свобода людини» полягає не в уявній здатності робити все, що вона може вибрати, а в здатності ототожнювати себе з тим істинним благом, яке розум відкриває їй як її істинне благо».
Це благо полягає в реалізації особистого характеру; отже, кінцеве благо, тобто моральний ідеал в цілому, може бути реалізоване лише в певному суспільстві людей, які, залишаючись цілями для самих себе в тому сенсі, що їхня індивідуальність не втрачається, а стає більш досконалою, знаходять цю досконалість досяжною лише тоді, коли окремі індивідуальності інтегровані як частина суспільного цілого.
Суспільство так само необхідне для формування особистості, як і особистість для формування суспільства. Соціальний союз є неодмінною умовою розвитку особливих здібностей його окремих членів. Людське самовдосконалення не може бути досягнуте в ізоляції; воно досяжне лише у взаємозв'язку зі своїми співгромадянами в соціальній спільноті.
Відкритий таким чином закон нашого буття передбачає, у свою чергу, громадянські чи політичні обов'язки. Моральна доброчесність не може обмежуватися, а тим більше складатися з культивування чеснот, що стосуються лише нас самих, але полягає у спробі реалізувати на практиці той моральний ідеал, який самоаналіз відкрив нам як наш ідеал. З цього факту випливає політичний обов'язок, оскільки інститути політичного чи громадянського життя є конкретним втіленням моральних ідей в умовах нашого часу і нашого покоління. Але, оскільки суспільство існує лише для належного розвитку Особистостей, ми маємо критерій, за допомогою якого можемо перевірити ці інститути, а саме: чи сприяють вони, чи ні, розвитку морального характеру окремих громадян?
Очевидно, що остаточний моральний ідеал не реалізується в жодному з реально існуючих громадянських інститутів, але той самий аналіз, який демонструє цей недолік, вказує напрямок, в якому відбуватиметься справжній розвиток[1].
Звідси виникає концепція прав і обов'язків, які повинні підтримуватися законом, на відміну від тих, які фактично підтримуються; з подальшим наслідком, що іноді може стати моральним обов'язком повстати проти держави в інтересах самої держави — тобто, щоб краще служити тій меті або функції, яка становить сенс існування держави. 1) Існує «загальна воля», яка є прагненням до спільного блага, що не може бути легко узгодженим, оскільки існує антагонізм між «загальним благом» і «приватним благом», як наприклад: «...інтерес до спільного блага, в деяких його різноманітних формах, необхідний для того, щоб створити це благо, а також для того, щоб нейтралізувати або зробити корисними інші бажання та інтереси». Його основу можна уявити як примусову владу, нав'язану громадянам ззовні, або як необхідне обмеження індивідуальної свободи у світлі суспільного договору, але воно полягає в духовному визнанні або метафізиці з боку громадян того, що становить їхню справжню природу, деякі концепції та ускладнюючі фактори розробляють питання щодо цього: «Воля, а не сила — основа держави», «Права громадян проти держави», «Приватні права. Право на життя і свободу», «Право держави над особою на війні», «Право держави карати», «Право держави сприяти моральності», «Право держави щодо власності», «Право держави щодо сім'ї».

### Філософія державницької діяльності
Грін вважав, що держава повинна сприяти і захищати соціальне, політичне та економічне середовище, в якому люди матимуть найкращі шанси діяти згідно з власним сумлінням. Але держава повинна бути обережною, вирішуючи, які свободи обмежувати і в який спосіб. Надмірний ентузіазм або незграбне державне втручання може легко закрити можливості для сумлінних дій, тим самим пригнічуючи моральний розвиток особистості. Держава повинна втручатися лише тоді, коли існує чітка, доведена і сильна тенденція до поневолення людини свободою. Навіть коли така небезпека була виявлена, Грін надавав перевагу діям самої постраждалої громади, а не національній державі - місцеві ради та муніципальні органи влади, як правило, розробляли заходи, які були більш винахідливими і краще відповідали повсякденній реальності соціальної проблеми. Тому він виступав за «місцевий варіант», коли місцеві жителі приймали рішення про видачу ліцензій на продаж алкогольних напоїв у своїй місцевості через свої міські ради.
Грін наголосив на необхідності пошуку конкретних рішень, які б відповідали конкретним проблемам. Він підкреслив, що не існує вічних рішень, не існує вічного розподілу обов'язків між національними та місцевими органами влади. Розподіл повноважень повинен керуватися імперативом надання можливості якомога більшій кількості людей реалізувати свою свідому волю в конкретних непередбачуваних обставинах, оскільки лише таким чином можна сприяти самореалізації особистості в довгостроковій перспективі. Рішення про розподіл обов'язків є радше питанням практичної політики, ніж етики чи політичної філософії. Досвід може показати, що місцеві та муніципальні рівні не в змозі контролювати шкідливий вплив, скажімо, пивоварної промисловості. Якщо це виявиться, національна держава повинна взяти на себе відповідальність за цю сферу державної політики.
Грін стверджував, що остаточне рішення про розподіл таких завдань має приймати національна держава (у Великій Британії, наприклад, уособлена парламентом). Сама національна держава, на думку Гріна, є легітимною тією мірою, якою вона підтримує систему прав та обов'язків, що найбільше сприяє самореалізації особистості. Проте, найбільш відповідна структура цієї системи визначається не суто політичним розрахунком і не філософськими спекуляціями. Точніше сказати, що вона випливає з базової концептуальної та нормативної структури конкретного суспільства.

### Вплив ідей Гріна
Вчення Гріна було, прямо чи опосередковано, найпотужнішим філософським впливом в Англії протягом останньої чверті 19 століття, в той час як його ентузіазм щодо спільного громадянства та особистий приклад у практичному муніципальному житті надихнули значну частину зусиль, докладених у роки після його смерті, щоб наблизити університети до людей і зруйнувати суворість класових відмінностей.  Його ідеї поширилися в Університеті Сент-Ендрюса через вплив Девіда Джорджа Річі, колишнього студента Гріна, який зрештою допоміг заснувати Арістотелівське товариство. Джон Дьюї написав низку ранніх есе про думки Гріна, зокрема «Самореалізація як моральний ідеал».
Багато соціал-ліберальних політиків, таких як Герберт Семуель та Герберт Генрі Асквіт, безпосередньо посилалися на Гріна як на джерело впливу на їхні погляди. Не випадково ці політики здобули освіту в коледжі Бейлліол в Оксфорді. Рой Хаттерслі закликав застосувати роботи Гріна до проблем Британії 21-го століття.

## Твори та коментарі
Найважливіший трактат Гріна - «Пролегомени до етики» («Prolegomena to Ethics») , практично завершений у рукописі на момент його смерті, — був опублікований наступного року під редакцією А. К. Бредлі (4-е вид., 1899). Незабаром після цього з'явилося стандартне видання творів Р. Л. Неттлшіпа (за винятком «Пролегоменів») у трьох томах:
1. Reprints of Green's criticism of Hume, Spencer, G. H. Lewes
2. Lectures on Kant, on Logic, on the Principles of Political Obligation
3. Miscellanies, preceded by a full Memoir by the Editor.[16]

Всі три томи доступні для завантаження в Інтернет-архіві
Згодом «Принципи політичного обов'язку» були опубліковані окремим виданням. Критику неогегельянства можна знайти в роботі Ендрю Сета (Прінгла Паттисона) «Гегельянство і особистість» (1887).
- Hume and Locke, Apollo Editions, 425 Park Avenue South, New York, NY 10016, 1968 (Reprint of Thomas Y. Crowell Company edition). Contains Green's "Introductions to Hume's Treatise of Human Nature" and also Green's "Introduction to the Moral Part of Hume's Treatise"

## Подальше читання
- Articles in Mind (January and April 1884) by A. J. Balfour and Henry Sidgwick
- In the Academy (xxviii. 242 and xxv. 297) by S. Alexander
- David George Ritchie, The Principles of State Interference (London, 1891)
- W. H. Fairbrother, Philosophy of T.H. Green (London and New York, 1896)
- S. S. Laurie The Metaphysics of T H Green an article in the Philosophical Review (Volume vi, March 1897) pages 113 to 131
- Henry Sidgwick, Lectures on the ethics of T.H. Green, Mr. Herbert Spencer, and J. Martineau (London, 1902)
- Henry Sidgwick, Lectures on the Philosophy of Kant (London, 1905)
- A. W. Benn, The History of English Rationalism in the Nineteenth Century (1906), volume ii, pp. 401 foll.
- H. Sturt, Idola theatri, a criticism of Oxford thought and thinkers from the standpoint of personal idealism, 1906.
- J. H. Muirhead, The Service of the State: Four Lectures on the Political Teaching of T. H. Green (1908)
- W. D. Lamont, Introduction to Green's moral philosophy, 1934.
- J. Pucelle, La nature et l'esprit dans la philosophie de T.H. Green; la renaissance de l'idéalisme en Angleterre au 19e siècle, 1960.
- M. Freeden (1978) The New Liberalism: An ideology of Social Reform, Oxford, Clarendon Press.
- I.M. Greengarten (1981) Thomas Hill-Green and the Development of Liberal-Democratic Thought, University of Toronto Press.
- Geoffrey Thomas (1988) The Moral Philosophy of T. H. Green (Oxford and New York).
- Avital Simhony (1993) "T.H. Green: the common good society", History of Political Thought 14(2):225–247.
- Dimova-Cookson, Maria (2001). T.H. Green's Moral and Political Philosophy: A Phenomenological Perspective. Palgrave Macmillan. ISBN 978-0-333-91445-8.
- Bauman, Richard (2002). Human Rights in Ancient Rome. Routledge. ISBN 978-0-415-17320-9.
- David O. Brink (2003) Perfectionism and the Common Good: Themes in the Philosophy of T. H. Green, Oxford: Clarendon Press.
- Carter, Matt (2003). T.H.Green and the Development of Ethical Socialism. Imprint Academic. ISBN 978-0-907845-32-4.
- Dimova-Cookson, Maria; Mander, William J. (2006). T. H. Green: Ethics, Metaphysics, and Political Philosophy. Oxford University Press on Demand. ISBN 978-0-19-927166-5.
- Morrow, John (2007). T.H. Green. Ashgate Publishing. ISBN 978-0-7546-2554-4.

## Зовнішні посилання
- Grave of Thomas Hill Green and Charlotte Byron Green in St Sepulchre's Cemetery, Oxford, with biography

Твори онлайн
- Твори Thomas Hill Green у проєкті «Гутенберг»
- Works by or about T. H. Green at the Internet Archive
- Prolegomena to Ethics [Архівовано 9 August 2020 у Wayback Machine.] (1883)
- Lectures on the Principles of Political Obligation (1883)
- Works (excluding Prolegomena to Ethics) edited by R L Nettleship in three volumes (first published 1885): Volume 1: Introductions to Hume's Treatise; and Mr Herbert Spencer and Mr G H Lewes: their application of the doctrine of Evolution to Thought; Volume 2: Lectures: on (a) the Philosophy of Kant; (b) Logic, including J S Mill's System of Logic; (c) the different senses of freedom as applied to will and to moral progress; and (d) the Principles of Political Obligation; and Volume 3: Miscellanies and Memoir